# Вознюк Петро Степанович
Петро Степанович Возню́к (27 квітня 1912, Іскорость — 26 липня 1981) — український радянський живописець; член Спілки радянських художників України з 1970 року.

## Біографія
Народився 27 квітня 1912 року в селі Іскорості (нині Коростенський район Житомирської області, Україна). Протягом 1930—1935 років навчався у Всеукраїнському художньому інституті, був учнем Костянтина Єлеви.
Мешкав у Києві в будинку на бульварі Лихачова, № 2, квартира № 50. Помер 26 липня 1981 року.

## Творчість
Працював у галузі станкового живопису. Написав пейзажі:
- «Колгоспний ставок» (початок 1950-х);
- «На Дніпрі» (1955);
- «Сонячний день. Слобідка» (1956);
- «Берег Дніпра» (1956);
- «Квіти у ботанічному саду» (1959);
- «Осінь» (1961).

Оформлював стадіони, вулиці Києва до свят.